# Miasta bez kolei pasażerskiej w Polsce

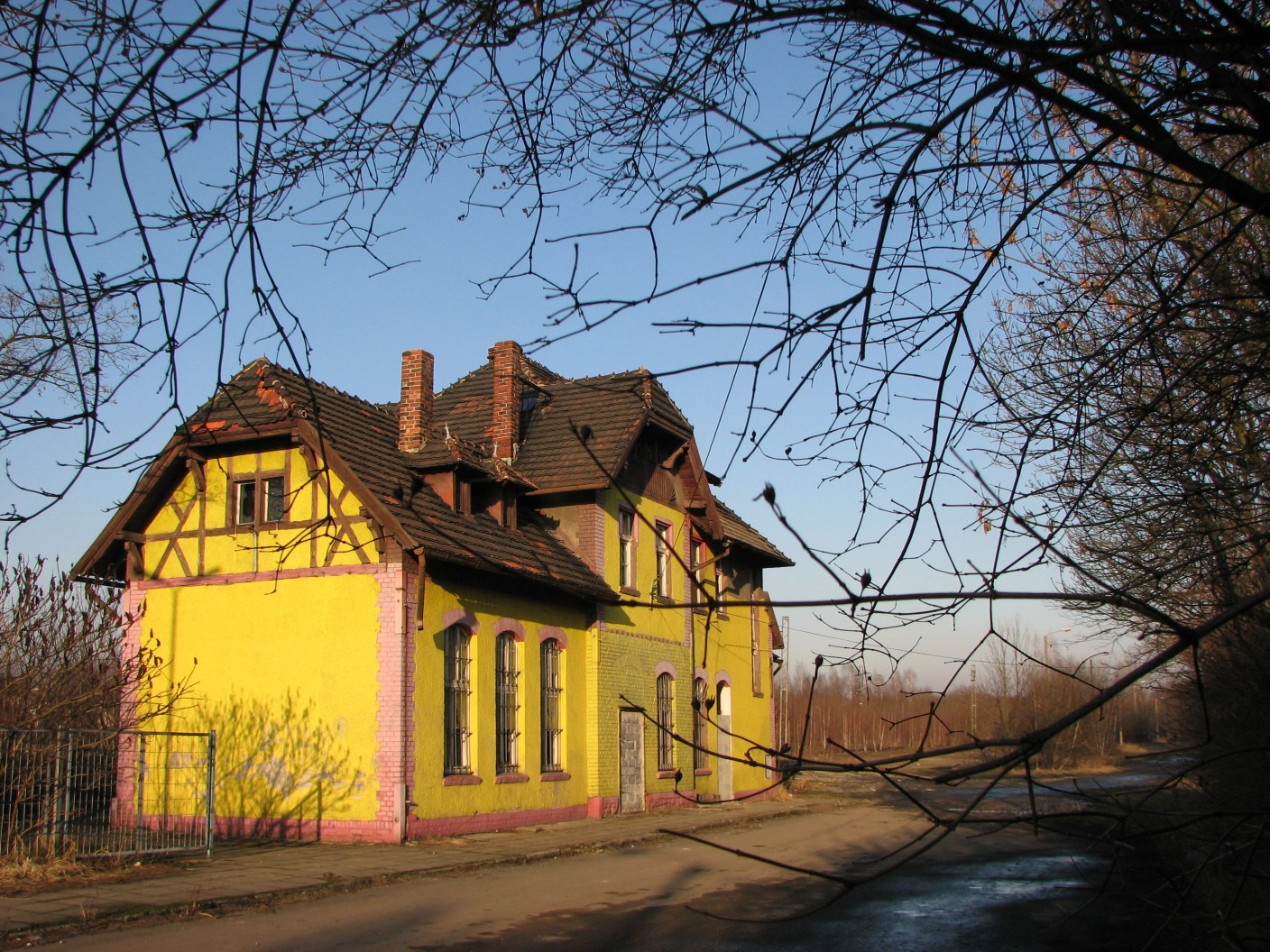
Stacja kolejowa w Jastrzębiu-Zdroju w 2011 roku. Jastrzębie-Zdrój są obecnie największym miastem w Polsce bez dostępu do kolei pasażerskiej

Miasta bez kolei pasażerskiej w Polsce – miasta na terenie Polski, w których nie ma czynnego w ruchu pasażerskim przystanku lub stacji kolejowej. Brak kolei w miastach ma różne przyczyny: zawieszenie ruchu na linii kolejowej, zlikwidowanie stacji lub przystanku, niektóre miasta nie miały kolei nigdy. Największymi polskimi miastami, które odzyskały połączenia kolejowe, są Lubin (72,5 tys. mieszkańców) i Zamość (66,5 tys. mieszkańców), a miastami, które odzyskały połączenia kolejowe utracone przed 2000 rokiem, są Trzebnica i Bielawa.

## Rys historyczny

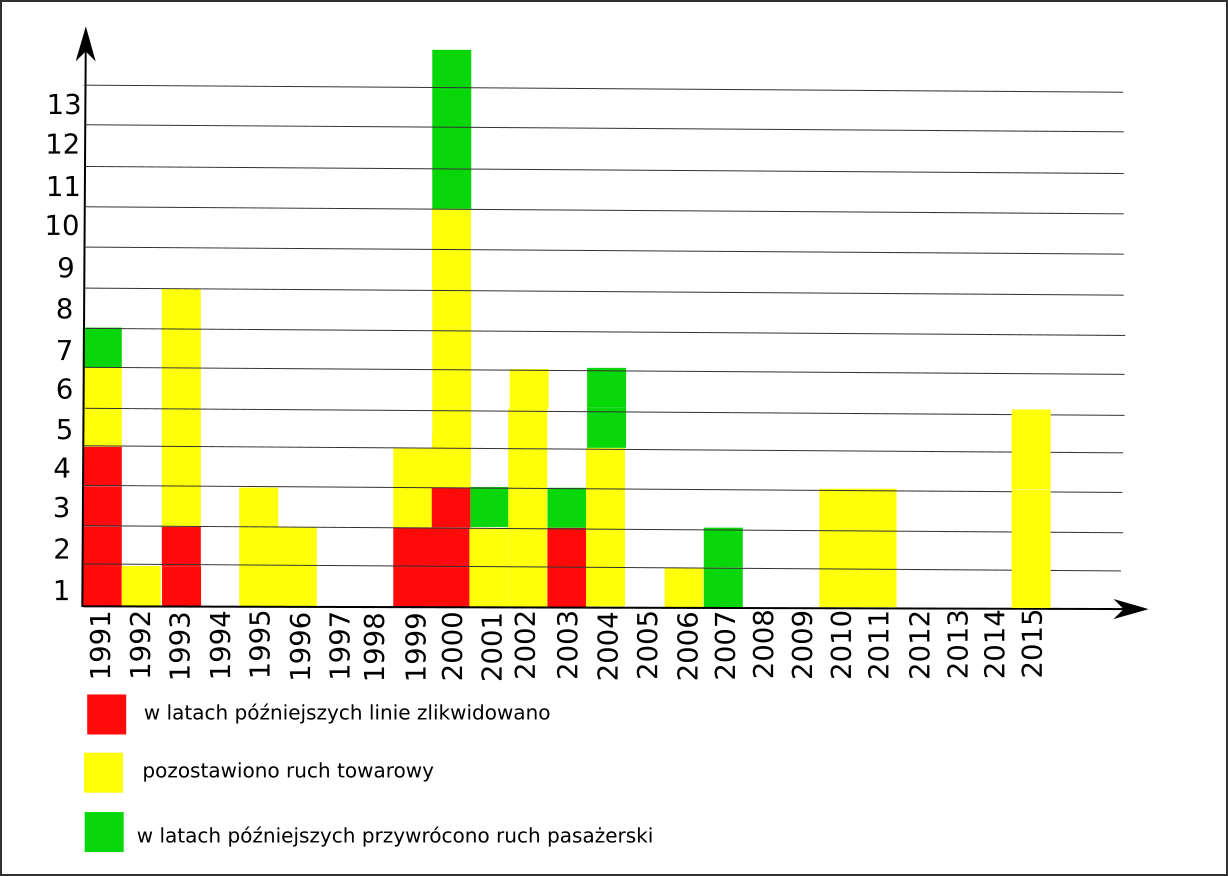
Miasta liczące ponad dziesięć tysięcy mieszkańców, do których zawieszono lub zlikwidowano kursowanie normalnotorowych pociągów pasażerskich w latach 1990–2015

Po II wojnie światowej polskie koleje przeszły trzy fazy likwidacji linii: pierwsza fala miała miejsce tuż po zakończeniu II wojny światowej w wyniku której z powodu zniszczeń wojennych oraz wywozu łupów wojennych przez Armię Czerwoną zlikwidowano 1,43 tys. km linii i około 1,78 tys. pary drugich torów na liniach dwutorowych, druga w latach 60. (zlikwidowano około 227 km), trzecia fala, która rozpoczęła się po roku 1980 i trwała do około 2013 roku. W trakcie zmian systemu gospodarczego na przełomie lat 80. i 90. zjawisko przybrało na sile. Wzrost znaczenia transportu samochodowego, kryzys gospodarczy w kraju i procesy związane przeobrażeniami ekonomicznymi w tej części Europy spowodowały zahamowanie rozwoju transportu kolejowego. Spadek popularności przewozów pasażerskich w tym czasie upatruje się we wzroście bezrobocia, pauperyzacji społeczeństwa i zmianach taryfowych w PKP. Tylko w latach 1987–1992 zawieszono ruch pasażerski na około 1723 km linii, zamykając ok. 520 stacji i przystanków osobowych. Wliczając okres powojenny, od 1946 do 1993 obsługę kolejową utraciło 107 miast.
Najwięcej miast utraciło połączenia kolejowe na przełomie XX i XXI wieku. Głównymi przyczynami były słaba kondycja Polskich Kolei Państwowych oraz brak odpowiedniego poziomu dofinansowania przewozów. Likwidacja połączeń była próbą obniżenia kosztów własnych przewoźnika. W konsekwencji na początku XXI wieku około czwarta część całkowitej długości linii kolejowych wykorzystywana była wyłącznie w ruchu towarowym. Podobne zjawisko na większą skalę miało miejsce tylko w Wielkiej Brytanii w latach 60. i 70. (Beeching Axe).
Jednak w Polsce miasta również traciły kolejowe połączenia pasażerskie na skutek likwidacji linii wąskotorowych służących obsłudze lokalnemu ruchowi pasażerskiemu oraz towarowemu. Mimo przywracania połączeń na wielu liniach wąskotorowych po zakończeniu II wojny światowej oraz wprowadzania na nie nowszego taboru wygaszanie popytu na nie trwało. Zjawisko to przybrało na sile na początku lat 60. wraz z rozwojem transportu samochodowego i autobusowego, który stopniowo wypierał ruch pasażerski z linii wąskotorowych przyczyniając się do ich późniejszej likwidacji. Część linii jednak pozostała w obsłudze do ruchu towarowego przez pewien czas, kiedy nie zostały zamknięte.
Przykładem miast, które na skutek likwidacji linii wąskotorowych utraciły połączenia pasażerskie, są m.in. Marki, Myszyniec i Pyzdry, gdzie rozwój połączeń autobusowych Państwowej Komunikacji Samochodowej i prywatnych samochodów oraz niskie prędkości handlowe spowodowały w latach 1972–1976 likwidację połączeń kolejowych do tych miast.
Według Ministerstwa Infrastruktury w styczniu 2022 roku w Polsce znajdowało się 408 miast bez dostępu do kolei pasażerskiej, natomiast na skutek uzyskania praw miejskich przez niektóre miejscowości w styczniu 2023 roku znajdowało się 411 miast bez kolei pasażerskiej.

## Największe polskie miasta bez kolei pasażerskiej

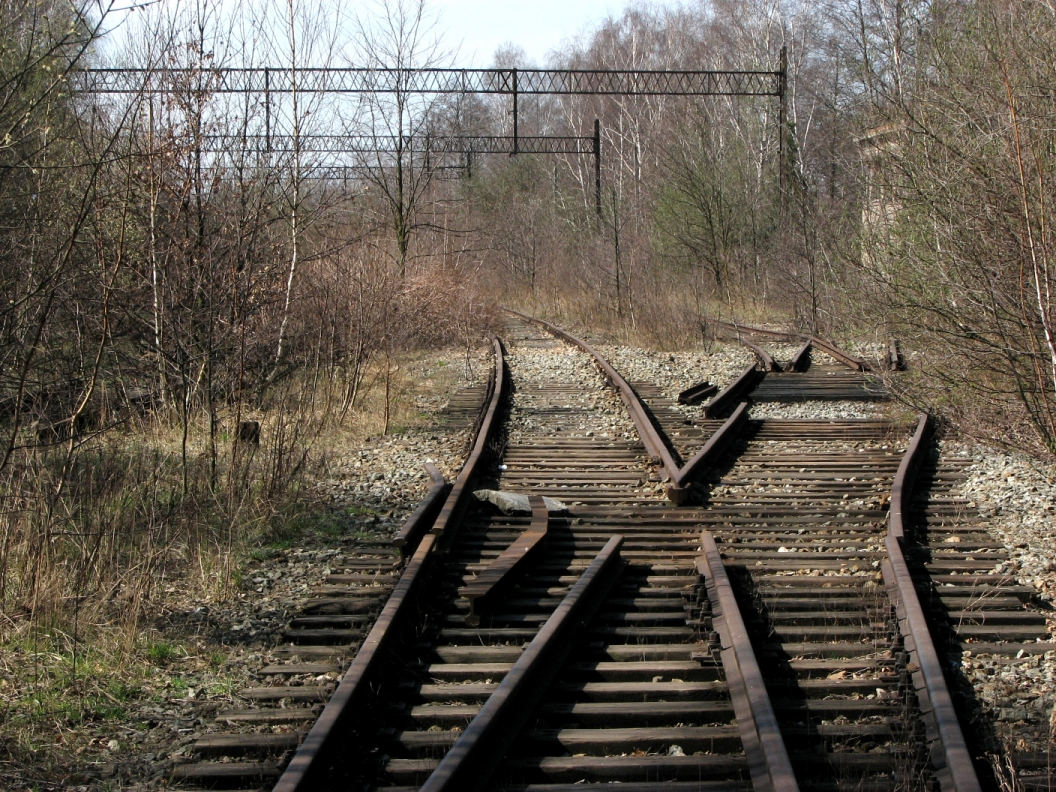
Pozostałości po linii kolejowej w Jastrzębiu-Zdroju

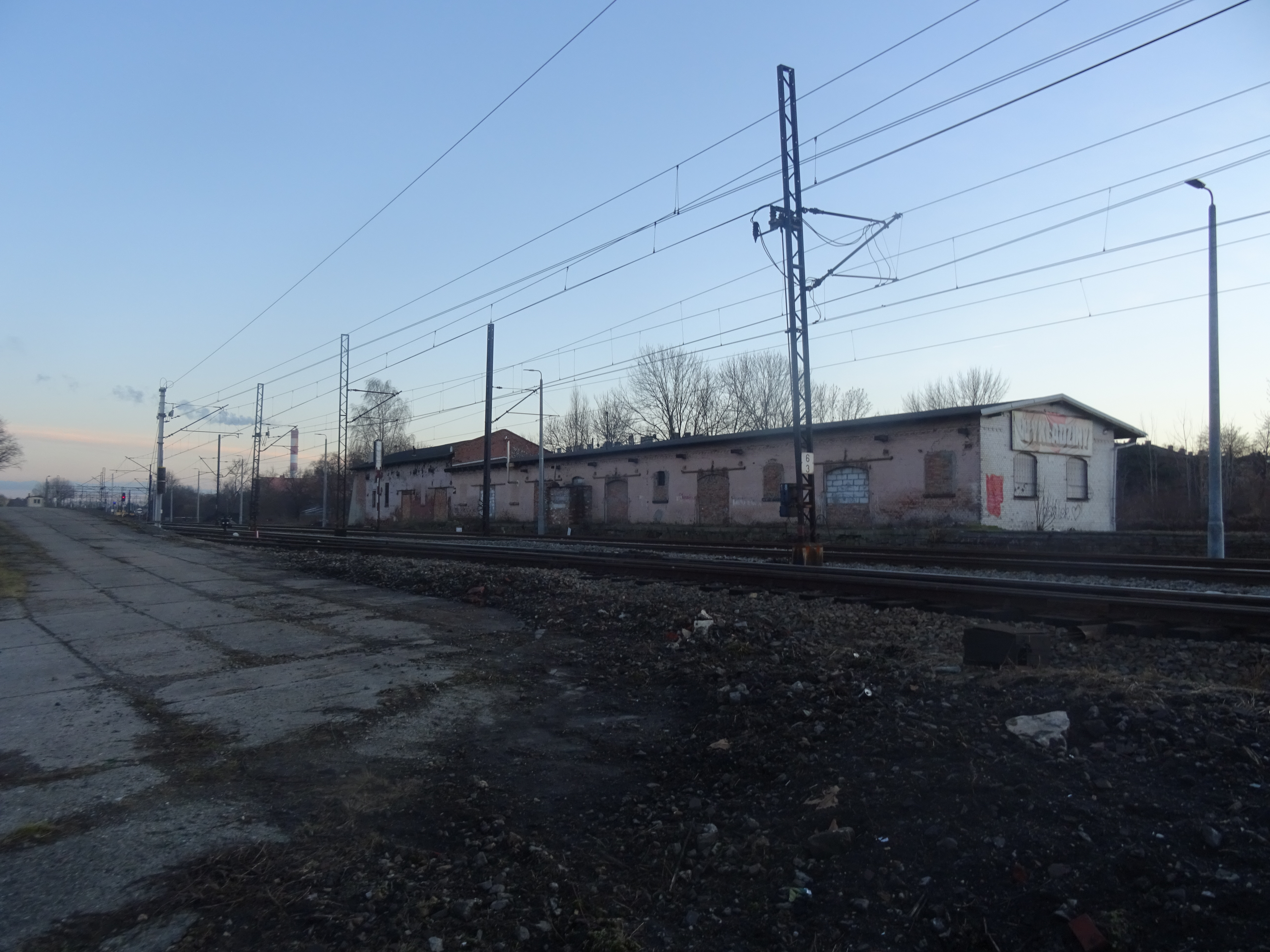
Miejsce nieistniejącej stacji kolejowej w Siemianowicach Śląskich w styczniu 2023 roku. Siemianowice Śląskie są drugim miastem w Polsce po Jastrzębiu-Zdroju bez dostępu do kolei pasażerskiej, a zarazem drugim w województwie śląskim

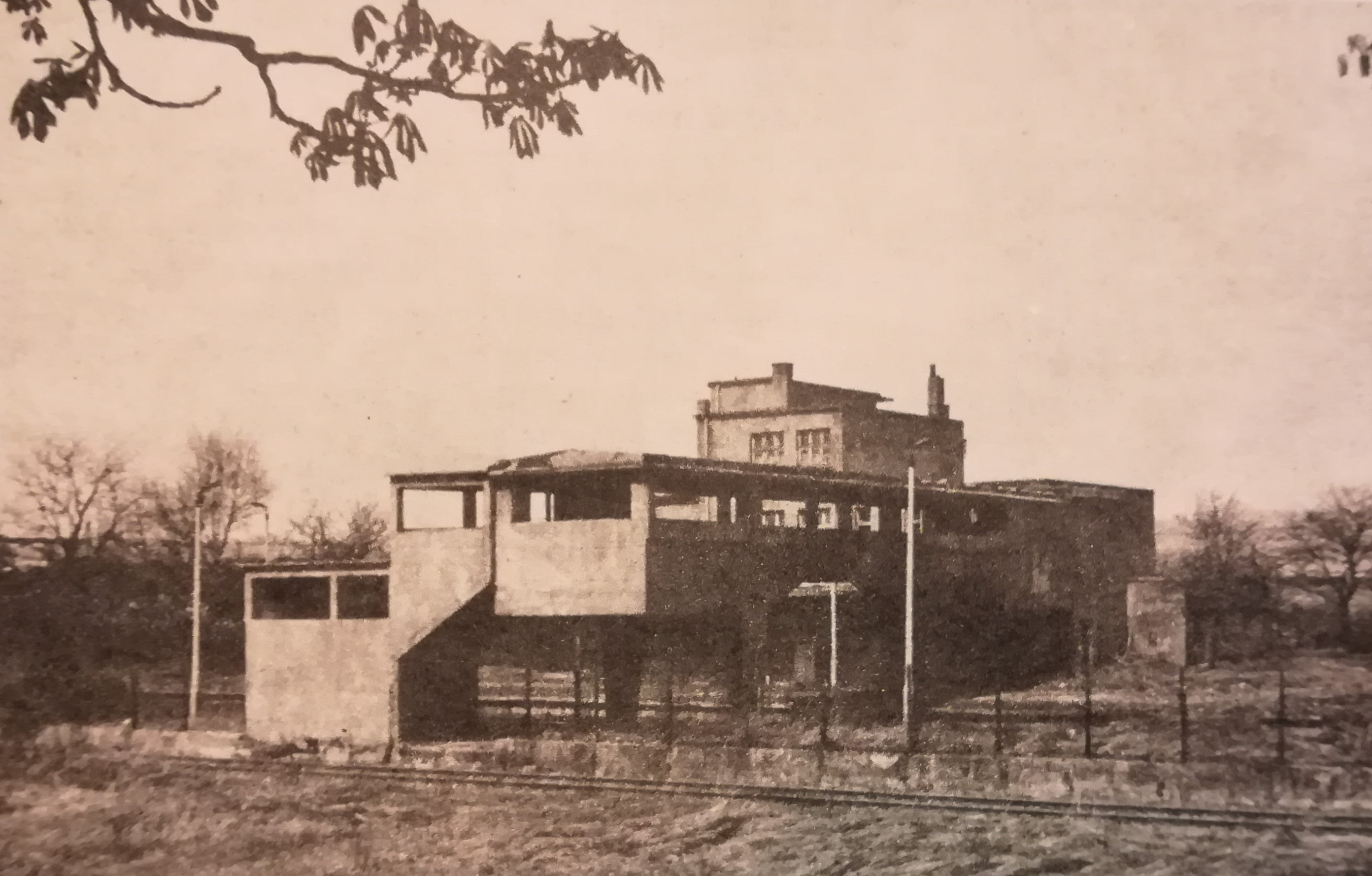
Dworzec kolejowy Piekary Śląskie Szarlej trzy lata po zamknięciu ruchu pasażerskiego w 1979 roku. Dworzec rozebrano w latach 80.

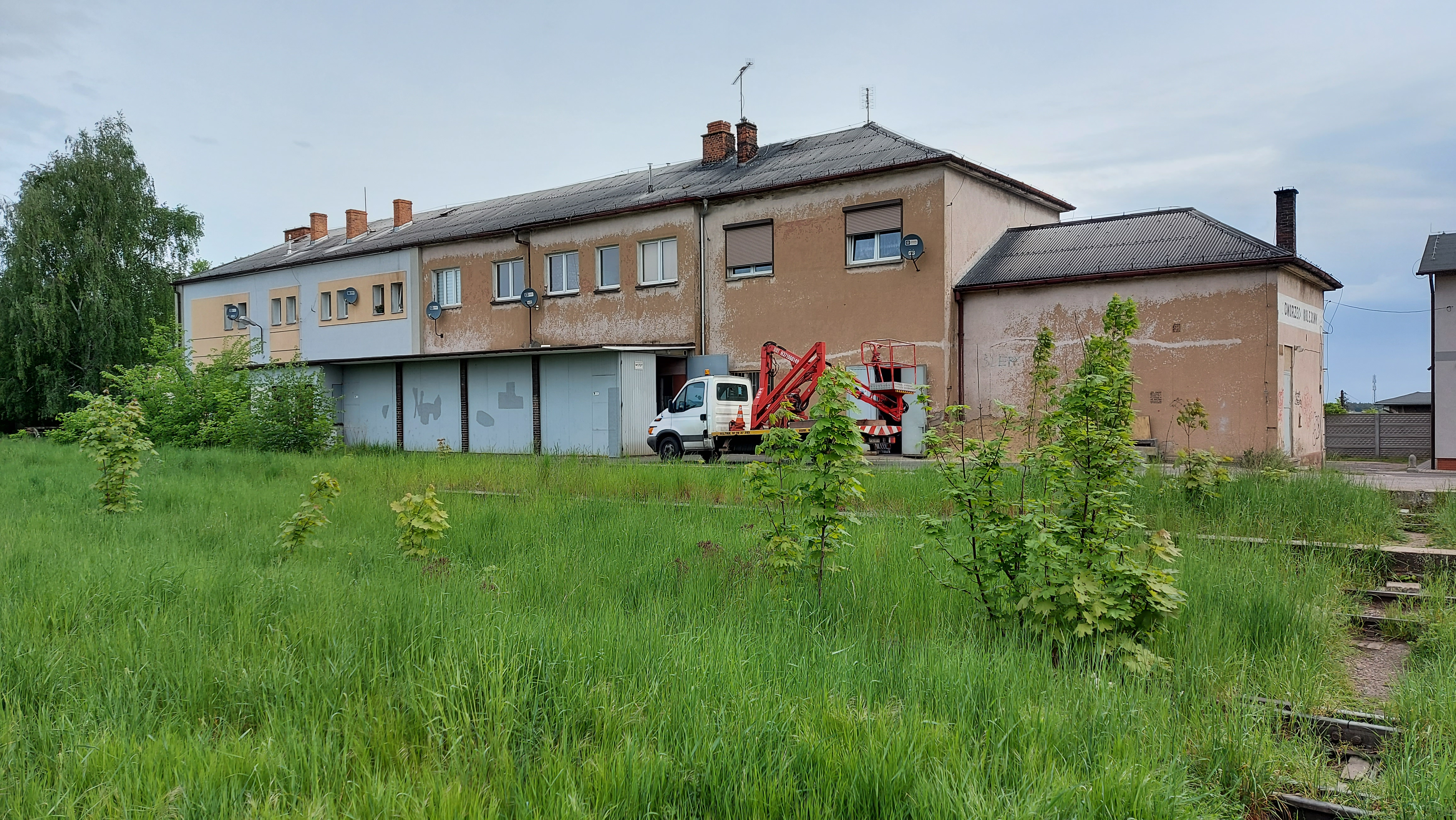
Stacja kolejowa w Śremie w 2021

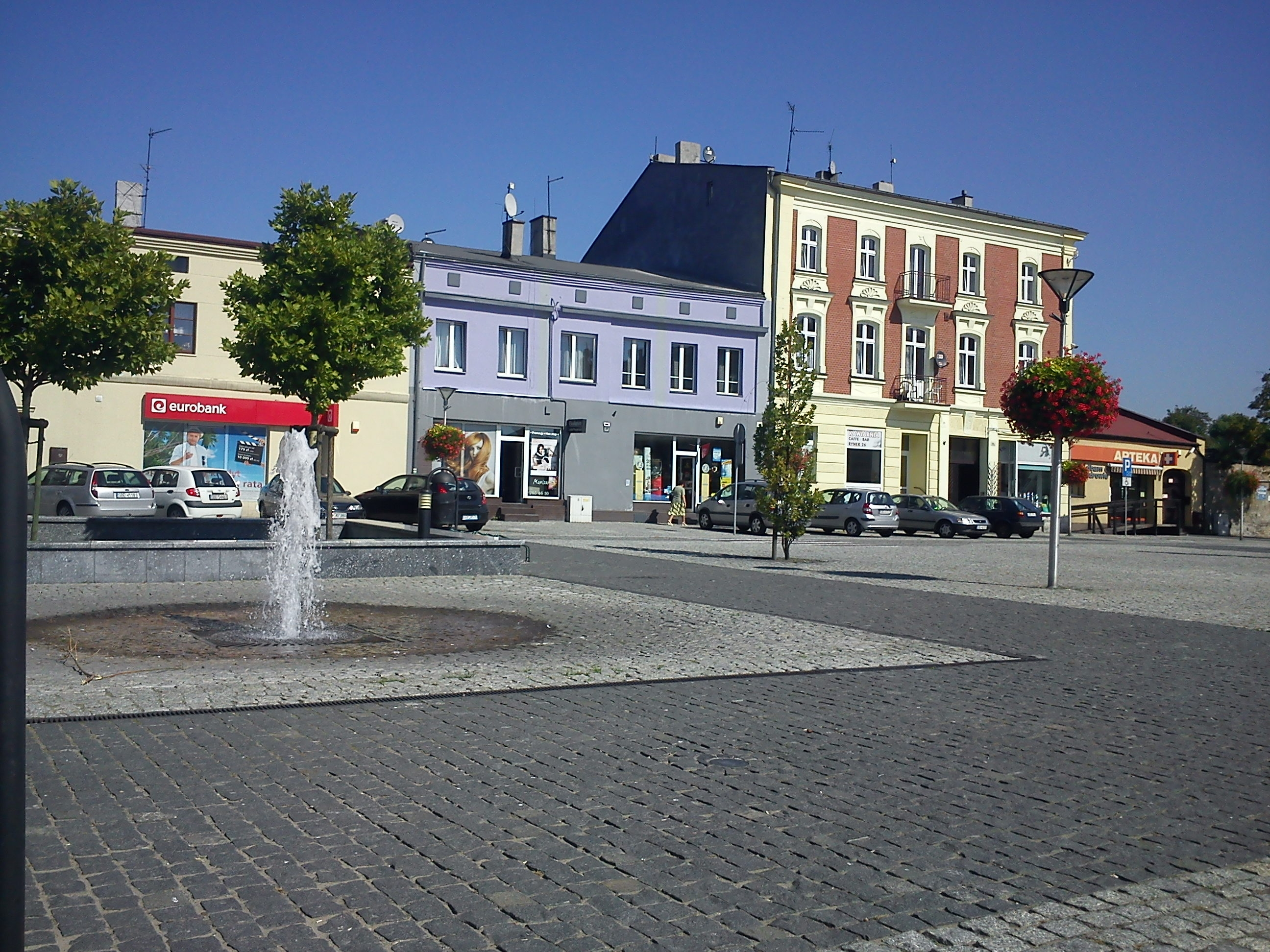
Czeladź jest największym miastem w Polsce, które nigdy nie miało dostępu do kolei pasażerskiej

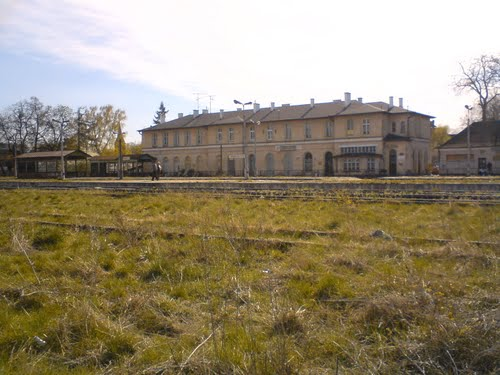
Stacja kolejowa w Bartoszycach w 2009 roku

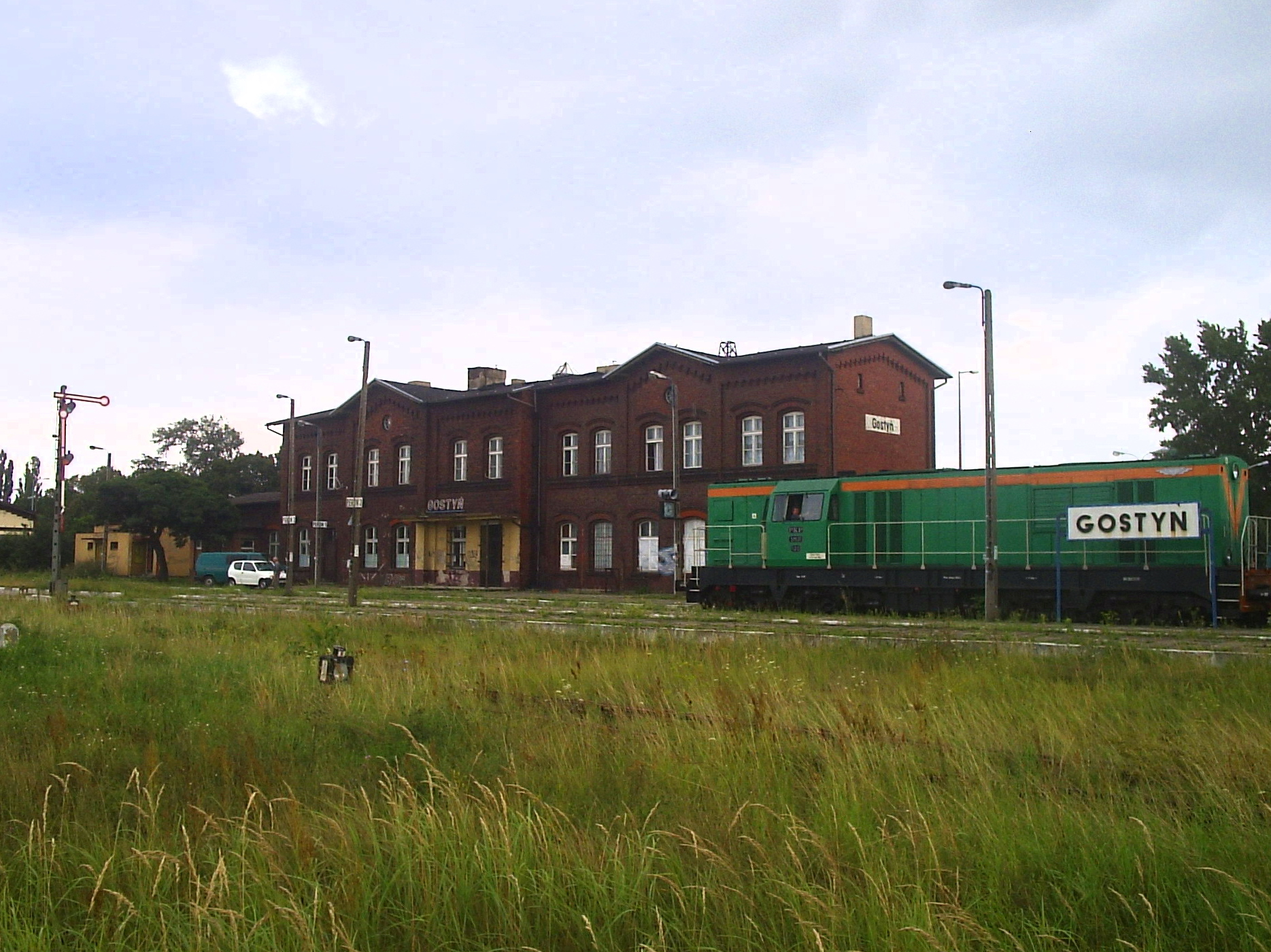
Stacja kolejowa w Gostyniu w 2007 roku przed zamknięciem ruchu pasażerskiego w 2011 roku

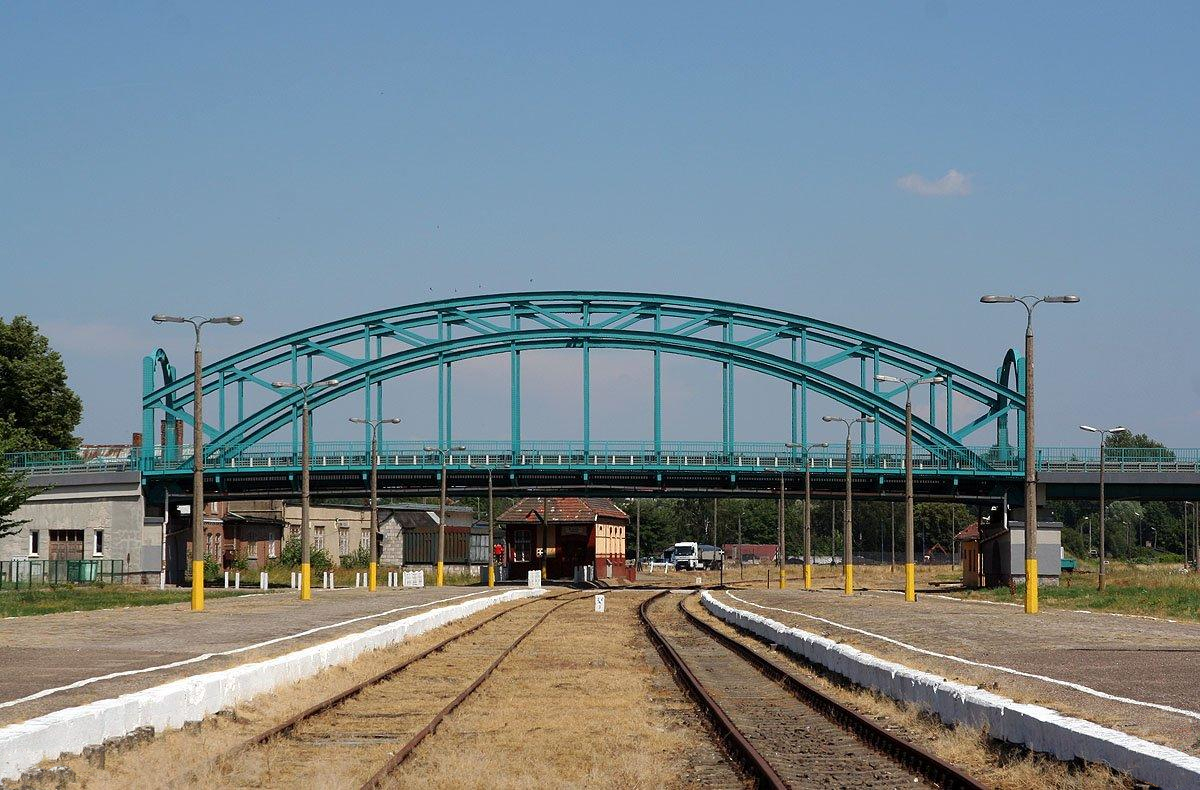
Tory na nieczynnej stacji w Bytowie w 2010 roku

### Miasta powyżej15 000mieszkańców
Lista uwzględnia również miejscowości, mające wyłącznie turystyczne połączenia kolejowe. Liczbę mieszkańców zaokrąglono do tysięcy.
|    | Miasto               | Liczba mieszkańców w tys. (2023) | woj.                | Rok likwidacji   | Stacja                         |
| -- | -------------------- | -------------------------------- | ------------------- | ---------------- | ------------------------------ |
| 1  | Jastrzębie-Zdrój     | 83                               | śląskie             | 2001             | Jastrzębie-Zdrój               |
| 2  | Siemianowice Śląskie | 64                               | śląskie             | 1968             | Siemianowice Śląskie           |
| 3  | Łomża                | 60                               | podlaskie           | 1993             | Łomża                          |
| 4  | Bełchatów            | 53                               | łódzkie             | 2000             | Bełchatów Miasto               |
| 5  | Piekary Śląskie      | 52                               | śląskie             | 1976             | Piekary Śląskie                |
| 6  | Marki                | 45                               | mazowieckie         | 1974             | Marki (wąskotorowa)            |
| 7  | Czeladź              | 30                               | śląskie             | brak             | nigdy nie istniała             |
| 8  | Police               | 30                               | zachodniopomorskie  | 2002             | Police                         |
| 9  | Śrem                 | 28                               | wielkopolskie       | 1995             | Śrem                           |
| 10 | Świecie              | 25                               | kujawsko-pomorskie  | 1996             | Świecie nad Wisłą              |
| 11 | Turek                | 25                               | wielkopolskie       | 1990             | Turek (wąskotorowa)            |
| 12 | Aleksandrów Łódzki   | 22                               | łódzkie             | brak             | nigdy nie istniała             |
| 13 | Ostrów Mazowiecka    | 22                               | mazowieckie         | 1993             | Ostrów Mazowiecka              |
| 14 | Bartoszyce           | 21                               | warmińsko-mazurskie | 2002             | Bartoszyce                     |
| 15 | Polkowice            | 21                               | dolnośląskie        | 1969             | Polkowice                      |
| 16 | Zambrów              | 21                               | podlaskie           | 1962             | Zambrów                        |
| 17 | Mrągowo              | 21                               | warmińsko-mazurskie | 2010             | Mrągowo                        |
| 18 | Gostyń               | 20                               | wielkopolskie       | 2011             | Gostyń                         |
| 19 | Konstantynów Łódzki  | 19                               | łódzkie             | brak             | nigdy nie istniała             |
| 20 | Pułtusk              | 19                               | mazowieckie         | 1986             | Pułtusk (wąskotorowa)          |
| 21 | Sokołów Podlaski     | 18                               | mazowieckie         | 1993             | Sokołów Podlaski               |
| 22 | Chełmno              | 18                               | kujawsko-pomorskie  | 1991             | Chełmno                        |
| 23 | Łomianki             | 18                               | mazowieckie         | 1937             | Łomianki                       |
| 24 | Tomaszów Lubelski    | 18                               | lubelskie           | 1915             | Tomaszow (wąskotorowa)         |
| 25 | Myślenice            | 18                               | małopolskie         | brak             | nigdy nie istniała             |
| 26 | Łęczna               | 18                               | lubelskie           | brak             | nigdy nie istniała             |
| 27 | Konstancin-Jeziorna  | 17                               | mazowieckie         | 1971             | Jeziorna (wąskotorowa)         |
| 28 | Grójec               | 17                               | mazowieckie         | 1991             | Grójec                         |
| 29 | Niepołomice          | 17                               | małopolskie         | 2000             | Niepołomice                    |
| 30 | Bytów                | 16                               | pomorskie           | 2017             | Bytów                          |
| 31 | Lędziny              | 16                               | śląskie             | 2001             | Lędziny Świniowy               |
| 32 | Przasnysz            | 16                               | mazowieckie         | 1986             | Przasnysz Miasto (wąskotorowa) |
| 33 | Bogatynia            | 16                               | dolnośląskie        | 2000             | Bogatynia                      |
| 34 | Rawa Mazowiecka      | 16                               | łódzkie             | ruch turystyczny | Rawa Mazowiecka (wąskotorowa)  |
| 35 | Olecko               | 16                               | warmińsko-mazurskie | 2012             | Olecko                         |
| 36 | Kozienice            | 16                               | mazowieckie         | 1969             | Kozienice                      |
| 37 | Krapkowice           | 15                               | opolskie            | 1991             | Krapkowice                     |

Legenda ilości miast powyżej 10 tys. mieszkańców:
     1
     2–4
     5–6
     7–9
     10 i więcej
| województwo         | ilość |
| ------------------- | ----- |
| dolnośląskie        | 6     |
| kujawsko-pomorskie  | 6     |
| lubelskie           | 3     |
| lubuskie            | 3     |
| łódzkie             | 5     |
| małopolskie         | 4     |
| mazowieckie         | 10    |
| opolskie            | 2     |
| podlaskie           | 3     |
| pomorskie           | 1     |
| śląskie             | 7     |
| świętokrzyskie      | 2     |
| warmińsko-mazurskie | 9     |
| wielkopolskie       | 5     |
| zachodniopomorskie  | 5     |
| Suma:               | 71    |

Tabela nie uwzględnia województw w których nie ma miast powyżej 10 tys. mieszkańców bez dostępu do kolei pasażerskiej.

### Miasta między10 000a15 000mieszkańców

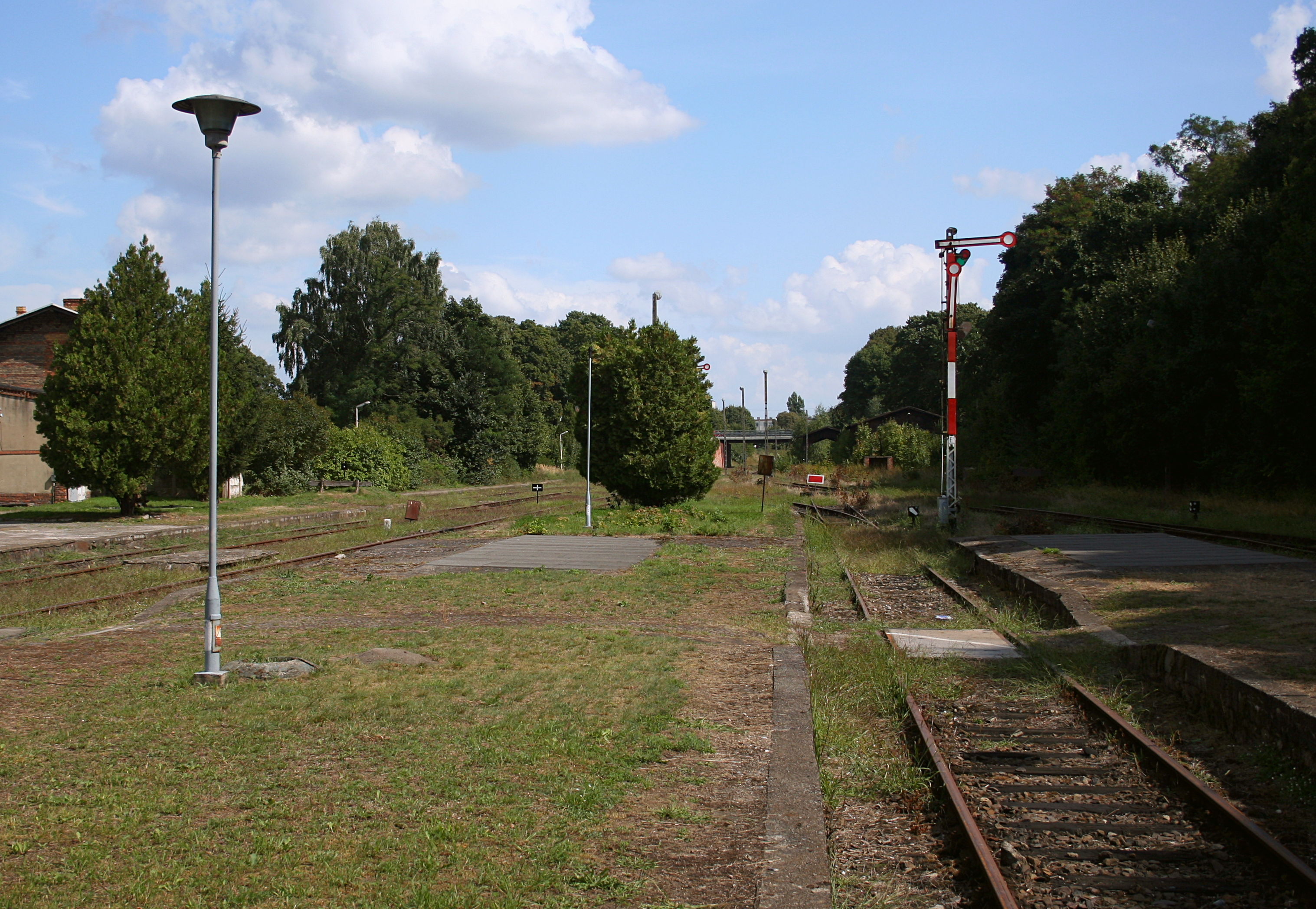
Perony na nieczynnej stacji w Międzychodzie

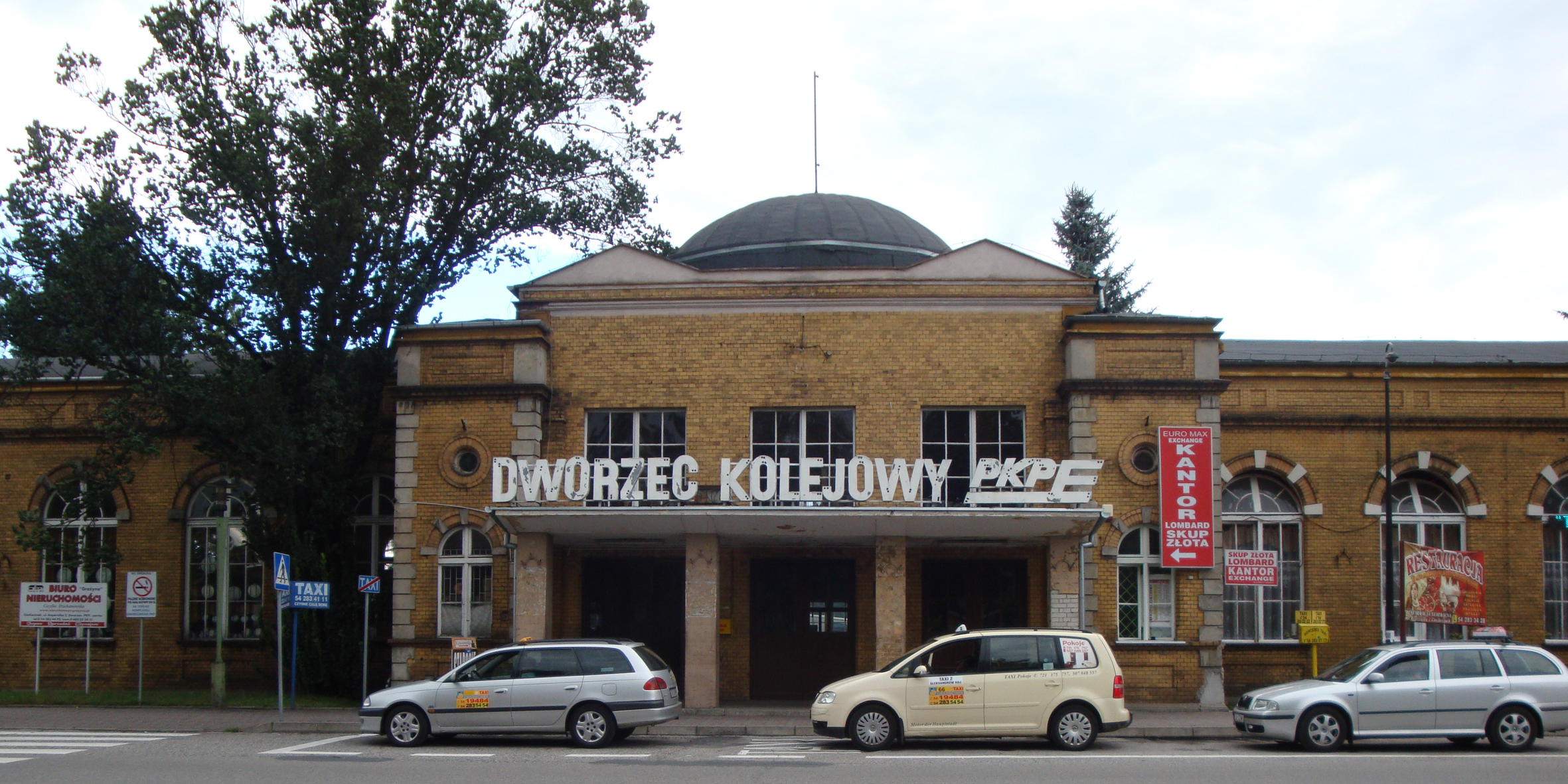
Dworzec w Ciechocinku

| Województwo         | Miasto                                                               |
| ------------------- | -------------------------------------------------------------------- |
| dolnośląskie        | Góra, Złotoryja                                                      |
| kujawsko-pomorskie  | Ciechocinek, Golub-Dobrzyń, Koronowo, Żnin                           |
| lubelskie           | Janów Lubelski                                                       |
| lubuskie            | Lubsko, Szprotawa                                                    |
| łódzkie             | Brzeziny                                                             |
| małopolskie         | Dąbrowa Tarnowska, Limanowa                                          |
| mazowieckie         | Węgrów                                                               |
| opolskie            | Głubczyce                                                            |
| śląskie             | Kłobuck, Pszów                                                       |
| świętokrzyskie      | Staszów                                                              |
| warmińsko-mazurskie | Gołdap, Lidzbark Warmiński, Lubawa, Nowe Miasto Lubawskie, Węgorzewo |
| wielkopolskie       | Międzychód                                                           |
| zachodniopomorskie  | Barlinek, Dębno, Myślibórz, Pyrzyce                                  |

### Miasta poniżej10 000mieszkańców

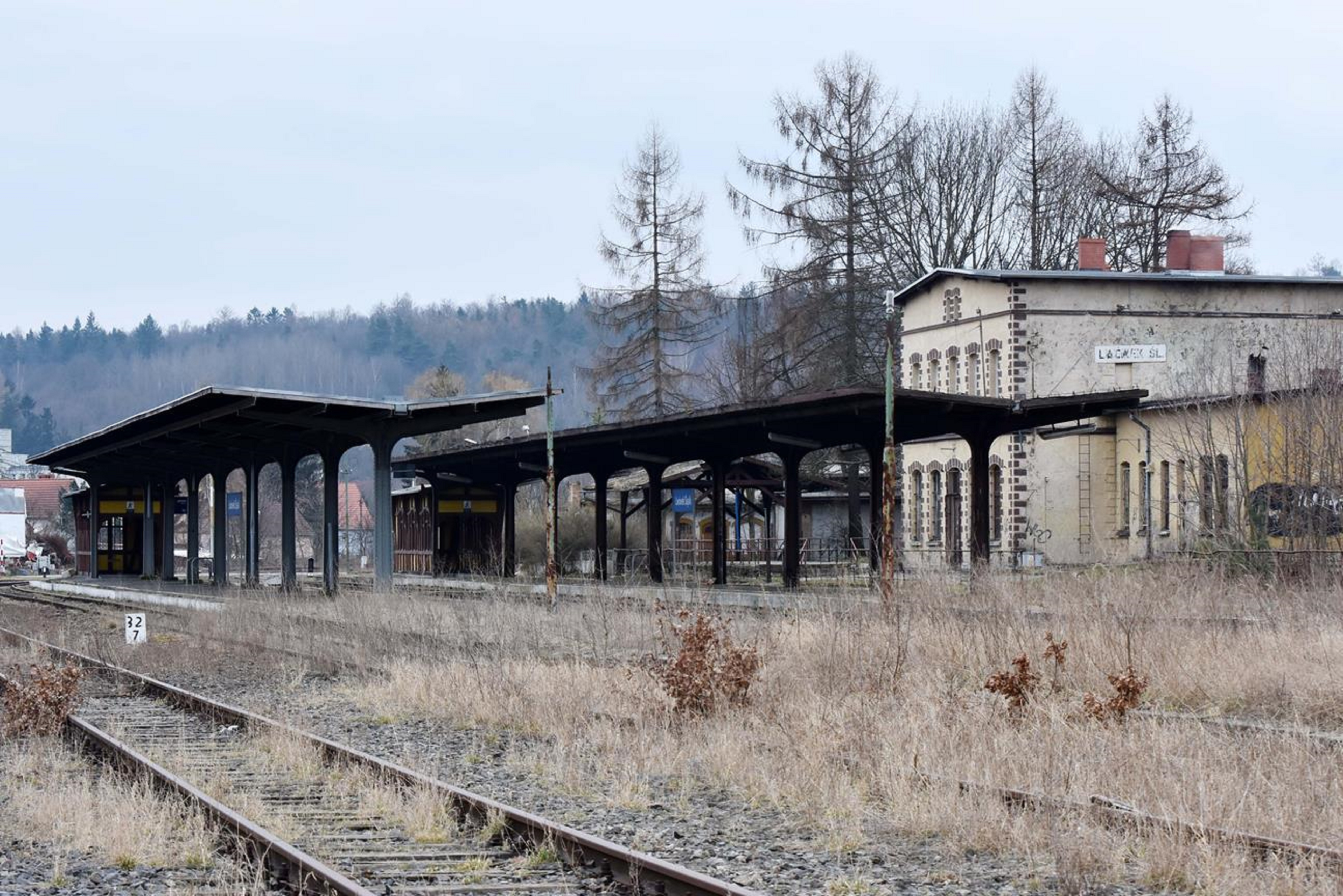
Nieczynna stacja kolejowa w Lwówku Śląskim w 2022 roku

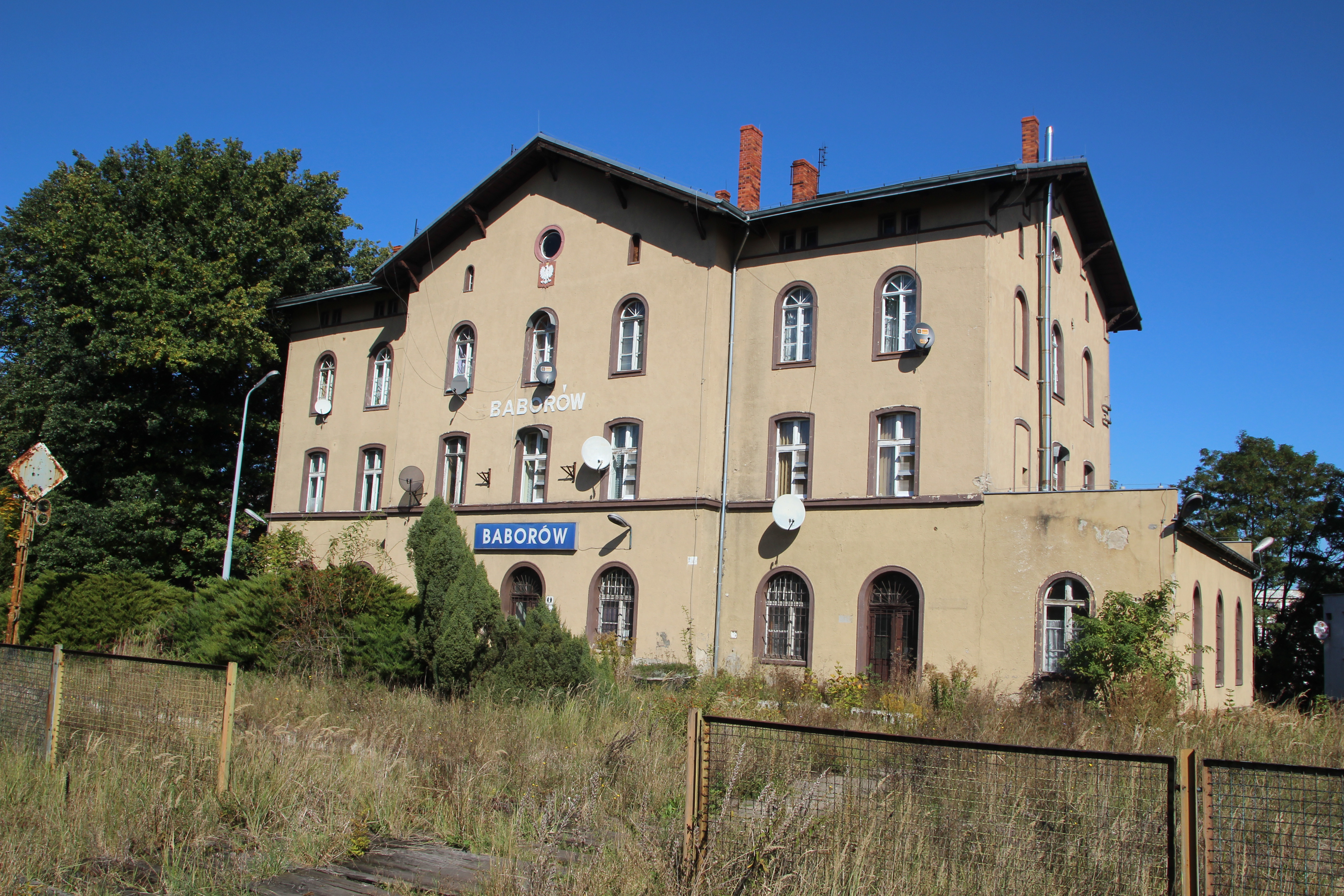
Stacja w Baborowie w 2012

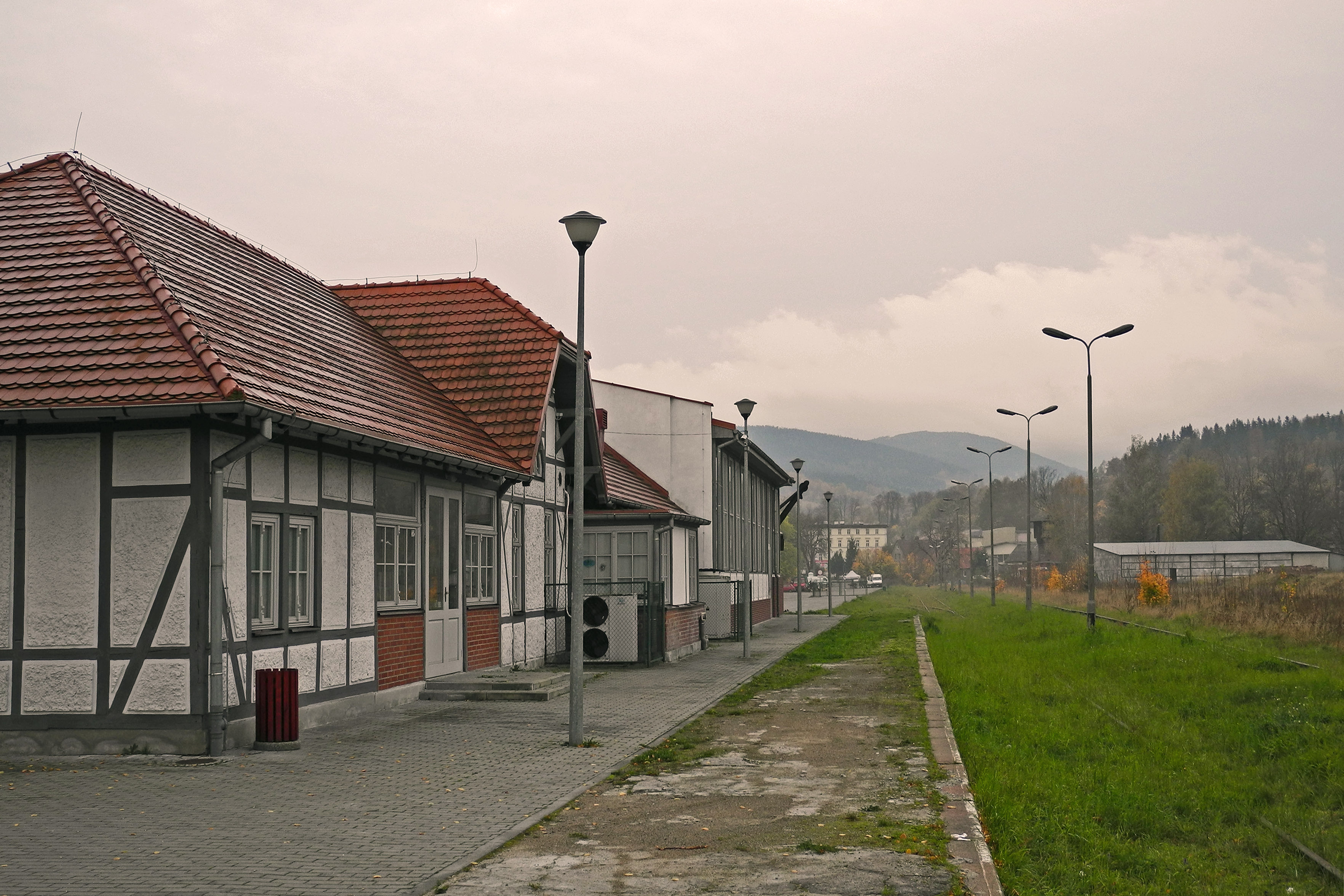
Nieczynna stacja kolejowa w Stroniu Śląskim w 2017

| Województwo         | Miejscowości |
| ------------------- | --- |
| dolnośląskie        | Bolków, Kowary, Lądek-Zdrój, Leśna, Lubomierz, Lwówek Śląski, Niemcza, Nowogrodziec, Pieszyce, Prochowice, Prusice, Przemków, Radków, Stronie Śląskie, Syców, Szczawno-Zdrój, Świerzawa, Wąsosz, Wiązów, Wleń, Wojcieszów, Zawidów, Złoty Stok |
| kujawsko-pomorskie  | Barcin, Bobrowniki, Brześć Kujawski, Chodecz, Dobrzyń nad Wisłą, Gąsawa*, Górzno, Izbica Kujawska, Janowiec Wielkopolski, Kamień Krajeński, Kcynia, Kikół, Kowal, Kruszwica, Lubień Kujawski, Lubraniec, Łabiszyn, Łasin, Mrocza, Nieszawa, Nowe, Pakość, Radziejów, Radzyń Chełmiński, Sępólno Krajeńskie, Strzelno, Szubin, Więcbork |
| lubelskie           | Annopol, Bełżyce, Bychawa, Czemierniki, Frampol, Goraj, Józefów nad Wisłą, Kamionka, Kazimierz Dolny, Kock, Krasnobród, Kurów, Łaszczów, Modliborzyce, Opole Lubelskie*, Ostrów Lubelski, Piaski, Piszczac, Poniatowa*, Rejowiec, Siedliszcze, Stoczek Łukowski, Tarnogród, Turobin, Tyszowce, Urzędów, Wąwolnica* |
| lubuskie            | Brody, Cybinka, Gozdnica, Jasień, Kargowa, Kożuchów, Lubniewice, Łęknica, Nowe Miasteczko, Ośno Lubuskie, Otyń, Sława, Strzelce Krajeńskie, Sulęcin, Szlichtyngowa, Trzciel |
| łódzkie             | Biała Rawska, Białaczów, Bolesławiec, Bolimów, Dąbrowice, Grabów, Inowłódz, Jeżów*, Kiernozia, Krośniewice, Lutomiersk, Lututów, Osjaków, Pajęczno, Parzęczew, Piątek, Przedbórz, Rzgów, Sulejów, Szadek, Tuszyn, Ujazd, Uniejów, Warta, Wolbórz, Zelów, Złoczew, Żarnów |
| małopolskie         | Alwernia, Czarny Dunajec, Czchów, Dobczyce, Koszyce, Książ Wielki, Mszana Dolna, Nowe Brzesko, Nowy Wiśnicz, Proszowice, Radłów, Ryglice, Skała, Szczawnica, Szczucin, Świątniki Górne, Wojnicz, Zakliczyn, Żabno |
| mazowieckie         | Białobrzegi, Bieżuń, Bodzanów, Brok, Ciepielów, Czerwińsk nad Wisłą, Dobre, Drobin, Gielniów, Glinojeck, Głowaczów, Iłża, Jadów, Kałuszyn, Karczew, Kazanów, Kosów Lacki, Latowicz, Lipsko, Lubowidz, Łosice, Maciejowice, Magnuszew, Maków Mazowiecki, Mogielnica, Mszczonów, Myszyniec, Nowe Miasto, Nowe Miasto nad Pilicą, Odrzywół, Osieck, Przytyk, Różan, Sanniki, Siennica, Sienno, Skaryszew, Sochocin, Solec nad Wisłą, Tarczyn, Wiskitki, Wyszogród, Wyśmierzyce, Zakroczym, Zwoleń, Żelechów, Żuromin |
| opolskie            | Baborów, Biała, Dobrodzień, Gorzów Śląski, Kietrz, Korfantów, Leśnica, Niemodlin, Prószków, Strzeleczki, Ujazd |
| podkarpackie        | Baranów Sandomierski, Bircza, Błażowa, Brzostek, Brzozów, Cieszanów, Dubiecko, Dukla, Dynów*, Iwonicz-Zdrój, Jawornik Polski*, Kańczuga*, Kołaczyce, Lesko, Narol, Pilzno, Pruchnik, Przecław, Radomyśl Wielki, Rymanów, Sieniawa, Sokołów Małopolski, Tyczyn, Ulanów |
| podlaskie           | Brańsk, Choroszcz, Ciechanowiec, Jedwabne, Kolno, Krynki, Lipsk, Michałowo, Nowogród, Rajgród, Sejny, Stawiski, Suchowola, Suraż, Supraśl, Szczuczyn, Tykocin, Wysokie Mazowieckie, Zabłudów |
| pomorskie           | Debrzno, Dzierzgoń, Gniew, Krynica Morska, Nowy Dwór Gdański, Nowy Staw, Skarszewy, Skórcz |
| śląskie             | Koziegłowy, Krzanowice, Ogrodzieniec, Olsztyn, Pilica, Przyrów, Sośnicowice, Szczekociny, Szczyrk, Wilamowice, Włodowice, Wojkowice, Woźniki, Żarki |
| świętokrzyskie      | Bodzentyn, Bogoria, Chęciny, Chmielnik, Daleszyce, Działoszyce, Gowarczów, Iwaniska, Kazimierza Wielka, Klimontów, Koprzywnica, Łagów, Łopuszno, Morawica, Nowa Słupia, Nowy Korczyn, Oleśnica, Opatowiec, Opatów, Osiek, Ożarów, Pacanów, Pierzchnica, Pińczów, Połaniec, Radoszyce, Skalbmierz, Sobków, Stopnica, Szydłów, Wiślica, Wodzisław, Zawichost |
| warmińsko-mazurskie | Biskupiec, Bisztynek, Frombork, Górowo Iławeckie, Jeziorany, Kisielice, Lidzbark, Mikołajki, Miłakowo, Miłomłyn, Młynary, Orzysz, Reszel, Ryn, Sępopol, Tolkmicko, Zalewo |
| wielkopolskie       | Borek Wielkopolski, Chocz, Czarnków, Czerniejewo, Dąbie, Dobra, Dobrzyca, Dolsk, Grabów nad Prosną, Jaraczewo, Jutrosin, Kleczew, Kłecko, Koźminek, Kórnik, Krzywiń, Książ Wielkopolski, Lwówek, Łobżenica, Margonin, Miejska Górka, Mieścisko, Mikstat, Obrzycko, Osieczna, Ostroróg, Pniewy, Pogorzela, Przedecz, Pyzdry, Raszków, Rychtal, Rychwał, Sieraków, Sompolno, Stawiszyn, Sulmierzyce, Szamocin, Śmigiel, Tuliszków, Ujście, Wielichowo, Witkowo, Wyrzysk, Wysoka, Zagórów, Zaniemyśl*, Żerków        |
| zachodniopomorskie  | Barwice, Bobolice, Borne Sulinowo, Cedynia, Człopa, Dobra, Dobrzany, Drawno, Dziwnów, Golczewo, Gościno, Ińsko, Lipiany, Maszewo, Mirosławiec, Moryń, Nowe Warpno, Pełczyce, Polanów, Połczyn-Zdrój, Resko, Sianów, Stepnica, Suchań, Trzcińsko-Zdrój |

Do oznaczonych gwiazdką * miast prowadzony jest ruch turystyczny, głównie za pośrednictwem kolei wąskotorowej.

## Miasta, które odzyskały dostęp do kolei pasażerskiej po roku 2000

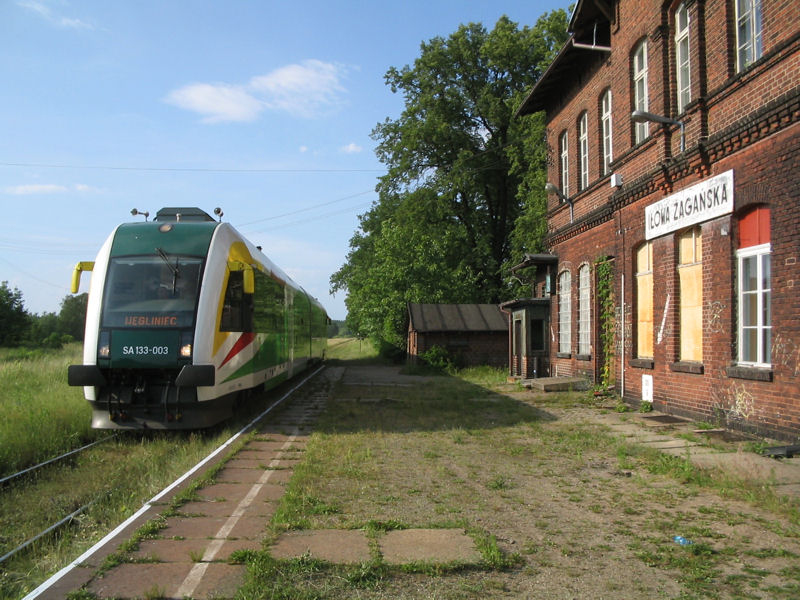
SA133-003 w Iłowie Żagańskiej w 2007 roku. W 2002 roku Iłowa utraciła połączenia pasażerskie, które w 2006 roku zostały wznowione.

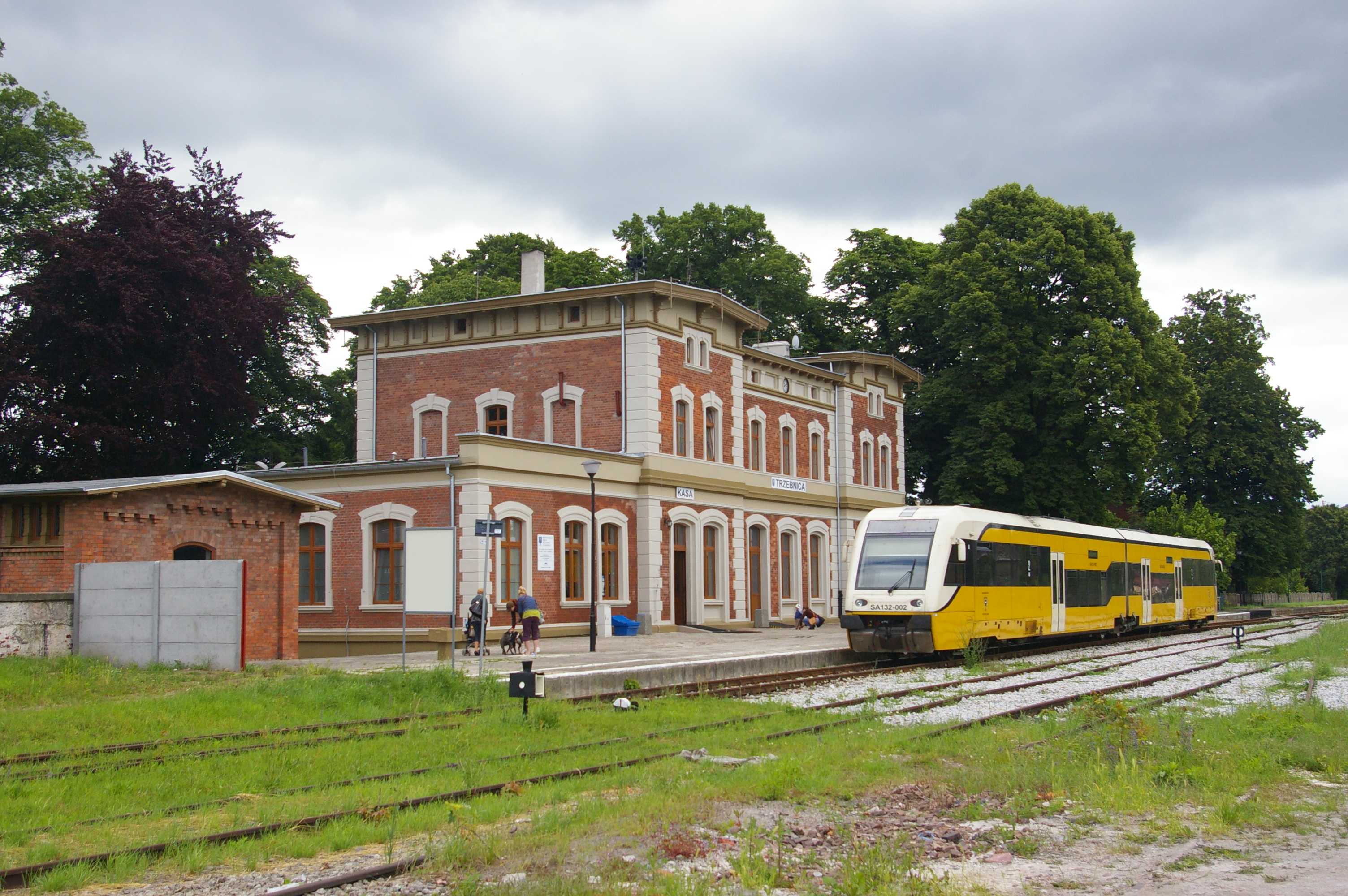
Stacja w Trzebnicy, reaktywowana w 2009. W 2017 stacja przyjmowała 15 par pociągów na dobę

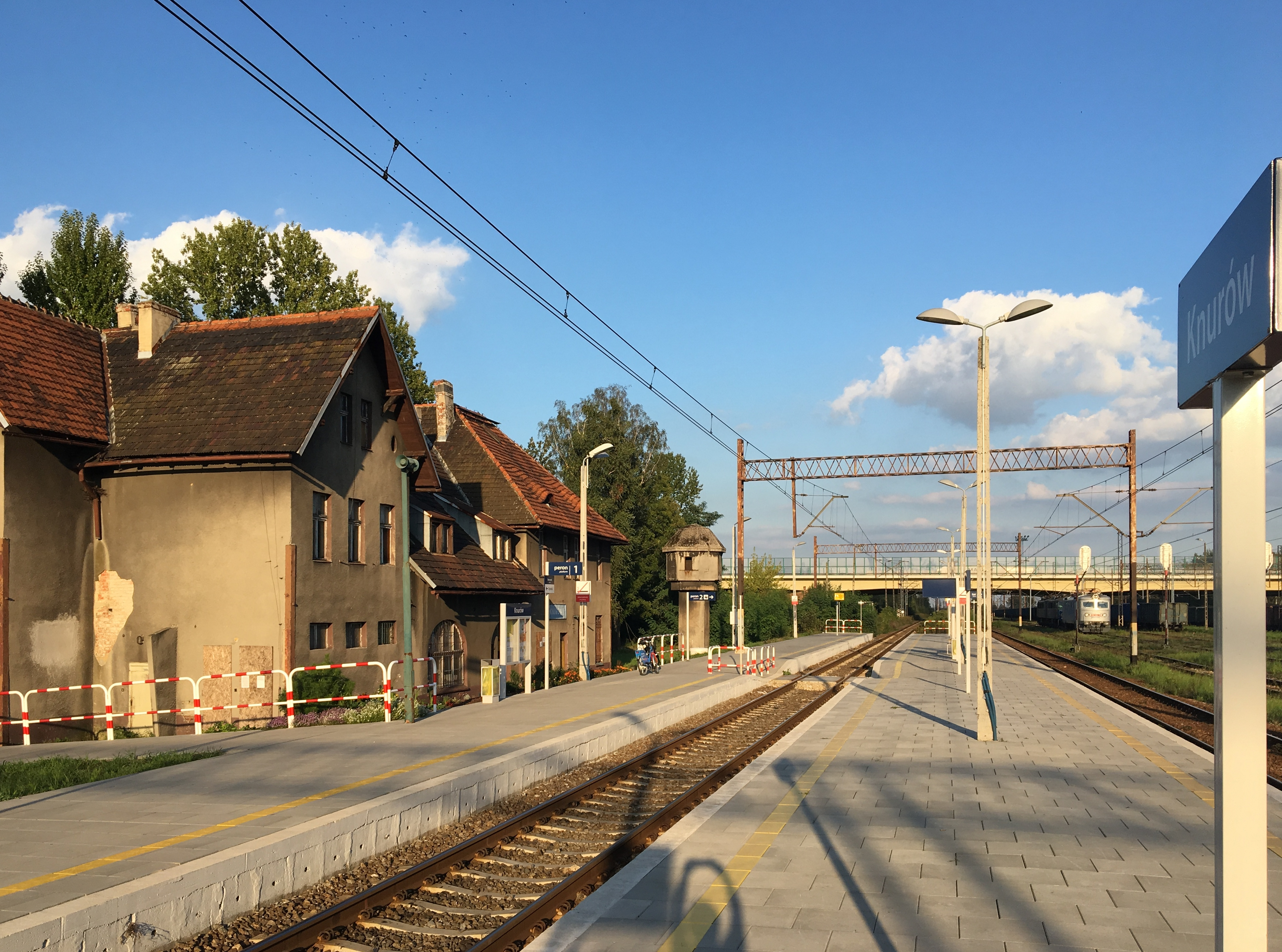
Perony na reaktywowanej w 2018 roku stacji kolejowej w Knurowie.

Miasta oznaczone kolorem czerwonym w tabeli oznaczają, że ruch pasażerski został do nich przywrócony, ale później zlikwidowany bez jego przywrócenia na dzień obecny. W przypadku tych miast podano przewoźnika, który był ostatnim operatorem obsługującym połączenia pasażerskie z ostatniego rozkładu jazdy przed ich likwidacją.
Niektóre miasta podane w tabeli kilkukrotnie traciły połączenia pasażerskie dlatego może być podanych kilka lat.
| Miasto            | Województwo         | Rok zamknięcia | Rok otwarcia | Aktualny przewoźnik pasażerski                    | Źródła                                    |
| ----------------- | ------------------- | -------------- | ------------ | ------------------------------------------------- | ----------------------------------------- |
| Bielawa           | dolnośląskie        | 1975           | 1976         | Koleje Dolnośląskie                               | [ 49 ]                                    |
| Bielawa           | dolnośląskie        | 1977           | 2019         | Koleje Dolnośląskie                               | [ 49 ]                                    |
| Chocianów         | dolnośląskie        | 2000           | 2022         | Koleje Dolnośląskie                               | [ 50 ]                                    |
| Duszniki-Zdrój    | dolnośląskie        | 2010           | 2013         | Koleje Dolnośląskie PKP Intercity                 | [ 51 ] [ 52 ]                             |
| Kamienna Góra     | dolnośląskie        | 2004           | 2008         | Koleje Dolnośląskie                               | [ 53 ]                                    |
| Karpacz           | dolnośląskie        | 2000           | 2025         | Koleje Dolnośląskie                               | [ 54 ]                                    |
| Kudowa-Zdrój      | dolnośląskie        | 2010           | 2013         | Koleje Dolnośląskie PKP Intercity                 | [ 51 ] [ 52 ]                             |
| Lubawka           | dolnośląskie        | 2004           | 2008         | Koleje Dolnośląskie                               | [ 53 ] [ 55 ]                             |
| Lubin             | dolnośląskie        | 2010           | 2019         | Koleje Dolnośląskie                               | [ 56 ]                                    |
| Lwówek Śląski     | dolnośląskie        | 2005           | 2006         | Koleje Dolnośląskie                               | [ 57 ]                                    |
| Lwówek Śląski     | dolnośląskie        | 2016           | –            | Koleje Dolnośląskie                               | [ 57 ]                                    |
| Mieroszów         | dolnośląskie        | 2003           | 2004         | Koleje Dolnośląskie                               | [ 58 ]                                    |
| Mieroszów         | dolnośląskie        | 2004           | 2018         | Koleje Dolnośląskie                               | [ 58 ]                                    |
| Milicz            | dolnośląskie        | 2016           | 2019         | Koleje Dolnośląskie                               | [ 59 ] [ 60 ]                             |
| Mirsk             | dolnośląskie        | 1996           | 2023         | Koleje Dolnośląskie                               | [ 61 ]                                    |
| Nowogrodziec      | dolnośląskie        | 1996           | 2007         | Koleje Dolnośląskie                               | [ 57 ]                                    |
| Nowogrodziec      | dolnośląskie        | 2010           | 2011         | Koleje Dolnośląskie                               | [ 57 ]                                    |
| Nowogrodziec      | dolnośląskie        | 2011           | 2014         | Koleje Dolnośląskie                               | [ 57 ]                                    |
| Nowogrodziec      | dolnośląskie        | 2016           | –            | Koleje Dolnośląskie                               | [ 57 ]                                    |
| Polanica-Zdrój    | dolnośląskie        | 2010           | 2013         | Koleje Dolnośląskie PKP Intercity                 | [ 51 ] [ 52 ]                             |
| Sobótka           | dolnośląskie        | 2000           | 2022         | Koleje Dolnośląskie                               | [ 62 ]                                    |
| Szczytna          | dolnośląskie        | 2010           | 2013         | Koleje Dolnośląskie                               | [ 51 ] [ 52 ]                             |
| Świeradów-Zdrój   | dolnośląskie        | 1996           | 2023         | Koleje Dolnośląskie                               | [ 61 ]                                    |
| Trzebnica         | dolnośląskie        | 1991           | 2009         | Koleje Dolnośląskie                               | [ 63 ] [ 64 ]                             |
| Wleń              | dolnośląskie        | 2005           | 2006         | Koleje Dolnośląskie                               | [ 57 ]                                    |
| Wleń              | dolnośląskie        | 2016           | –            | Koleje Dolnośląskie                               | [ 57 ]                                    |
| Złotoryja         | dolnośląskie        | 1996           | 2008         | Przewozy Regionalne                               | [ 65 ]                                    |
| Złotoryja         | dolnośląskie        | 2009           | –            | Przewozy Regionalne                               | [ 65 ]                                    |
| Lipno             | kujawsko-pomorskie  | 2007           | 2007         | Arriva RP                                         | [ 66 ]                                    |
| Lipno             | kujawsko-pomorskie  | 2020           | 2022         | Arriva RP                                         | [ 66 ]                                    |
| Rypin             | kujawsko-pomorskie  | 2000           | 2021         | PKP Intercity                                     | [ 67 ] [ 68 ]                             |
| Skępe             | kujawsko-pomorskie  | 2007           | 2007         | Arriva RP                                         | [ 66 ]                                    |
| Skępe             | kujawsko-pomorskie  | 2020           | 2022         | Arriva RP                                         | [ 66 ]                                    |
| Biłgoraj          | lubelskie           | 2009           | 2011         | PKP Intercity                                     | [ 69 ] [ 70 ] [ 71 ] [ 72 ] [ 73 ] [ 74 ] |
| Biłgoraj          | lubelskie           | 2014           | 2014         | PKP Intercity                                     | [ 69 ] [ 70 ] [ 71 ] [ 72 ] [ 73 ] [ 74 ] |
| Hrubieszów        | lubelskie           | 2004           | 2017         | PKP Intercity                                     | [ 75 ]                                    |
| Lubartów          | lubelskie           | 2000           | 2013         | Polregio                                          | [ 76 ]                                    |
| Parczew           | lubelskie           | 2000           | 2013         | Polregio                                          | [ 77 ]                                    |
| Stoczek Łukowski  | lubelskie           | 2004           | 2007         | Przewozy Regionalne                               | [ 78 ]                                    |
| Stoczek Łukowski  | lubelskie           | 2014           | –            | Przewozy Regionalne                               | [ 78 ]                                    |
| Włodawa           | lubelskie           | 2000           | 2000         | Polregio                                          | [ 79 ] [ 80 ]                             |
| Włodawa           | lubelskie           | 2002           | 2012         | Polregio                                          | [ 79 ] [ 80 ]                             |
| Zamość            | lubelskie           | 2009           | 2011         | Polregio                                          | [ 81 ] [ 82 ]                             |
| Gubin             | lubuskie            | 2002           | 2022         | Polregio                                          | [ 83 ]                                    |
| Iłowa             | lubuskie            | 2002           | 2006         | Koleje Dolnośląskie Polregio                      | [ 84 ]                                    |
| Krosno Odrzańskie | lubuskie            | 2002           | 2022         | Polregio                                          | [ 83 ]                                    |
| Międzyrzecz       | lubuskie            | 2002           | 2003         | Polregio                                          | [ 85 ]                                    |
| Międzyrzecz       | lubuskie            | 2010           | 2012         | Polregio                                          | [ 85 ]                                    |
| Ośno Lubuskie     | lubuskie            | 1995           | 2007         | Przewozy Regionalne                               | [ 86 ]                                    |
| Ośno Lubuskie     | lubuskie            | 2010           | 2011         | Przewozy Regionalne                               | [ 86 ]                                    |
| Ośno Lubuskie     | lubuskie            | 2013           | –            | Przewozy Regionalne                               | [ 86 ]                                    |
| Skwierzyna        | lubuskie            | 2002           | 2003         | Polregio                                          | [ 85 ] [ 87 ]                             |
| Skwierzyna        | lubuskie            | 2010           | 2011         | Polregio                                          | [ 85 ] [ 87 ]                             |
| Sulęcin           | lubuskie            | 1995           | 2007         | Przewozy Regionalne                               | [ 86 ]                                    |
| Sulęcin           | lubuskie            | 2010           | 2011         | Przewozy Regionalne                               | [ 86 ]                                    |
| Sulęcin           | lubuskie            | 2013           | –            | Przewozy Regionalne                               | [ 86 ]                                    |
| Szprotawa         | lubuskie            | 2002           | 2006         | Przewozy Regionalne                               | [ 88 ]                                    |
| Szprotawa         | lubuskie            | 2010           | –            | Przewozy Regionalne                               | [ 88 ]                                    |
| Wschowa           | lubuskie            | 2011           | 2019         | Polregio                                          | [ 89 ]                                    |
| Głowno            | łódzkie             | 2006           | 2007         | Łódzka Kolej Aglomeracyjna PKP Intercity Polregio | [ 90 ] [ 91 ]                             |
| Głowno            | łódzkie             | 2007           | 2011         | Łódzka Kolej Aglomeracyjna PKP Intercity Polregio | [ 90 ] [ 91 ]                             |
| Opoczno           | łódzkie             | 2009           | 2012         | Łódzka Kolej Aglomeracyjna Polregio               | [ 92 ] [ 93 ]                             |
| Stryków           | łódzkie             | 2006           | 2007         | Łódzka Kolej Aglomeracyjna PKP Intercity Polregio | [ 94 ] [ 95 ]                             |
| Stryków           | łódzkie             | 2007           | 2011         | Łódzka Kolej Aglomeracyjna PKP Intercity Polregio | [ 94 ] [ 95 ]                             |
| Biecz             | małopolskie         | 2010           | 2016         | PKP Intercity Polregio                            | [ 96 ]                                    |
| Gorlice           | małopolskie         | 2010           | 2015         | PKP Intercity                                     | [ 97 ]                                    |
| Wieliczka         | małopolskie         | 2000           | 2001         | Koleje Małopolskie Polregio                       | [ 98 ]                                    |
| Zator             | małopolskie         | 2012           | 2015         | Koleje Małopolskie Polregio                       | [ 99 ] [ 100 ]                            |
| Chorzele          | mazowieckie         | 2001           | 2023         | Koleje Mazowieckie                                | [ 101 ]                                   |
| Góra Kalwaria     | mazowieckie         | 2001           | 2009         | Koleje Mazowieckie                                | [ 102 ]                                   |
| Płońsk            | mazowieckie         | 2004           | 2006         | Koleje Mazowieckie                                | [ 103 ]                                   |
| Przysucha         | mazowieckie         | 2004           | 2006         | Koleje Mazowieckie                                | [ 104 ]                                   |
| Raciąż            | mazowieckie         | 2004           | 2006         | Koleje Mazowieckie                                | [ 103 ]                                   |
| Głuchołazy        | opolskie            | 2004           | 2007         | Polregio                                          | [ 105 ] [ 106 ] [ 107 ]                   |
| Głuchołazy        | opolskie            | 2010           | 2014         | Polregio                                          | [ 105 ] [ 106 ] [ 107 ]                   |
| Grodków           | opolskie            | 2000           | 2005         | Polregio                                          | [ 108 ]                                   |
| Grodków           | opolskie            | 2006           | 2008         | Polregio                                          | [ 108 ]                                   |
| Otmuchów          | opolskie            | 2010           | 2018         | Polregio                                          | [ 109 ]                                   |
| Paczków           | opolskie            | 2010           | 2018         | Polregio                                          | [ 109 ]                                   |
| Jedlicze          | podkarpackie        | 2010           | 2010         | PKP Intercity Polregio SKPL                       | [ 110 ]                                   |
| Głogów Małopolski | podkarpackie        | 2000           | 2007         | Polregio                                          | [ 111 ]                                   |
| Kolbuszowa        | podkarpackie        | 2000           | 2007         | PKP Intercity Polregio                            | [ 111 ] [ 112 ]                           |
| Krosno            | podkarpackie        | 2010           | 2010         | PKP Intercity Polregio SKPL                       | [ 110 ]                                   |
| Mielec            | podkarpackie        | 2009           | 2021         | Polregio PKP Intercity                            | [ 113 ] [ 114 ] [ 115 ]                   |
| Nowa Dęba         | podkarpackie        | 2000           | 2009         | PKP Intercity Polregio                            | [ 116 ]                                   |
| Sanok             | podkarpackie        | 2010           | 2010         | PKP Intercity Polregio SKPL                       | [ 110 ]                                   |
| Ustrzyki Dolne    | podkarpackie        | 2010           | 2022         | Polregio SKPL                                     | [ 117 ]                                   |
| Zagórz            | podkarpackie        | 2010           | 2010         | PKP Intercity Polregio SKPL                       | [ 110 ]                                   |
| Bytów             | pomorskie           | 1993           | 2016         | SKPL                                              | [ 118 ]                                   |
| Bytów             | pomorskie           | 2017           | –            | SKPL                                              | [ 118 ]                                   |
| Kartuzy           | pomorskie           | 2003           | 2010         | Polregio                                          | [ 119 ]                                   |
| Nowy Dwór Gdański | pomorskie           | 1989           | 2009         | Arriva RP                                         | [ 120 ]                                   |
| Nowy Dwór Gdański | pomorskie           | 2013           | –            | Arriva RP                                         | [ 120 ]                                   |
| Nowy Staw         | pomorskie           | 1989           | 2009         | Arriva RP                                         | [ 121 ]                                   |
| Nowy Staw         | pomorskie           | 2013           | –            | Arriva RP                                         | [ 121 ]                                   |
| Kłobuck           | śląskie             | 2009           | 2012         | Koleje Śląskie                                    | [ 122 ]                                   |
| Kłobuck           | śląskie             | 2013           | –            | Koleje Śląskie                                    | [ 122 ]                                   |
| Knurów            | śląskie             | 2000           | 2018         | Koleje Śląskie                                    | [ 123 ]                                   |
| Poręba            | śląskie             | 1975           | 2023         | Koleje Śląskie                                    | [ 124 ]                                   |
| Siewierz          | śląskie             | 1975           | 2023         | Koleje Śląskie                                    | [ 124 ]                                   |
| Strumień          | śląskie             | 2004           | 2018         | Koleje Śląskie                                    | [ 125 ] [ 126 ]                           |
| Strumień          | śląskie             | 2020           | 2020         | Koleje Śląskie                                    | [ 125 ] [ 126 ]                           |
| Busko-Zdrój       | świętokrzyskie      | 2005           | 2012         | Polregio                                          | [ 127 ]                                   |
| Busko-Zdrój       | świętokrzyskie      | 2013           | 2018         | Polregio                                          | [ 127 ]                                   |
| Końskie           | świętokrzyskie      | 2009           | 2021         | Łódzka Kolej Aglomeracyjna Polregio               | [ 128 ] [ 93 ]                            |
| Sandomierz        | świętokrzyskie      | 2006           | 2011         | PKP Intercity Polregio                            | [ 129 ] [ 130 ]                           |
| Staszów           | świętokrzyskie      | 2000           | 2012         | Przewozy Regionalne                               | [ 131 ] [ 132 ]                           |
| Staszów           | świętokrzyskie      | 2013           | –            | Przewozy Regionalne                               | [ 131 ] [ 132 ]                           |
| Stąporków         | świętokrzyskie      | 2009           | 2021         | Łódzka Kolej Aglomeracyjna Polregio               | [ 128 ] [ 93 ]                            |
| Biała Piska       | warmińsko-mazurskie | 2000           | 2010         | Polregio                                          | [ 133 ]                                   |
| Braniewo          | warmińsko-mazurskie | 2019           | 2023         | Polregio                                          | [ 134 ]                                   |
| Dobre Miasto      | warmińsko-mazurskie | 2019           | 2023         | Polregio                                          | [ 134 ]                                   |
| Olecko            | warmińsko-mazurskie | 1999           | 2005         | Przewozy Regionalne                               | [ 42 ]                                    |
| Olecko            | warmińsko-mazurskie | 2012           | –            | Przewozy Regionalne                               | [ 42 ]                                    |
| Orneta            | warmińsko-mazurskie | 2019           | 2023         | Polregio                                          | [ 134 ]                                   |
| Pieniężno         | warmińsko-mazurskie | 2019           | 2023         | Polregio                                          | [ 134 ]                                   |
| Węgorzewo         | warmińsko-mazurskie | 1992           | 2016         | SKPL                                              | [ 135 ]                                   |
| Węgorzewo         | warmińsko-mazurskie | 2017           | –            | SKPL                                              | [ 135 ]                                   |
| Wielbark          | warmińsko-mazurskie | 2001           | 2013         | Polregio                                          | [ 136 ] [ 134 ]                           |
| Wielbark          | warmińsko-mazurskie | 2013           | 2016         | Polregio                                          | [ 136 ] [ 134 ]                           |
| Wielbark          | warmińsko-mazurskie | 2016           | 2023         | Polregio                                          | [ 136 ] [ 134 ]                           |
| Gostyń            | wielkopolskie       | 2004           | 2004         | Koleje Wielkopolskie                              | [ 137 ]                                   |
| Gostyń            | wielkopolskie       | 2011           | –            | Koleje Wielkopolskie                              | [ 137 ]                                   |
| Darłowo           | zachodniopomorskie  | 1991           | 2005         | Polregio                                          | [ 138 ] [ 139 ]                           |
| Darłowo           | zachodniopomorskie  | 2011           | 2017         | Polregio                                          | [ 138 ] [ 139 ]                           |
| Kalisz Pomorski   | zachodniopomorskie  | 2000           | 2001         | Polregio                                          | [ 140 ]                                   |
| Mielno            | zachodniopomorskie  | 1994           | 2008         | Polregio                                          | [ 141 ]                                   |
| Recz              | zachodniopomorskie  | 2000           | 2001         | Polregio                                          | [ 142 ] [ 143 ]                           |
| Recz              | zachodniopomorskie  | 2003           | 2004         | Polregio                                          | [ 142 ] [ 143 ]                           |
| Recz              | zachodniopomorskie  | 2004           | 2006         | Polregio                                          | [ 142 ] [ 143 ]                           |
| Tuczno            | zachodniopomorskie  | 2000           | 2012         | Polregio                                          | [ 144 ] [ 145 ]                           |
| Wałcz             | zachodniopomorskie  | 2000           | 2007         | Polregio                                          | [ 146 ]                                   |

Zmiana liczby miast powyżej 10 tys. mieszkańców bez dostępu do kolei pasażerskiej na przestrzeni lat 2000–2024:
| Rok  | Liczba miast | Współczynnik |
| ---- | ------------ | ------------ |
| 2000 | 67           | −19          |
| 2001 | 70           | −3           |
| 2002 | 80           | −10          |
| 2003 | 82           | −2           |
| 2004 | 86           | −4           |
| 2005 | 86           | 0            |
| 2006 | 87           | −1           |
| 2007 | 82           | 5            |
| 2008 | 80           | 2            |
| 2009 | 85           | −5           |
| 2010 | 93           | −8           |
| 2011 | 89           | 4            |
| 2012 | 85           | 4            |
| 2013 | 86           | −1           |
| 2014 | 84           | 2            |
| 2015 | 83           | 1            |
| 2016 | 82           | 1            |
| 2017 | 82           | 0            |
| 2018 | 80           | 2            |
| 2019 | 78           | 2            |
| 2020 | 79           | −1           |
| 2021 | 76           | 3            |
| 2022 | 73           | 3            |
| 2023 | 71           | 2            |
| 2024 | 71           | 0            |